# Pedro Miguel Samper
Pedro Miguel Samper y Civera (Zaragoza, c. 1647-¿?, 1711) fue un historiador y cronista español, decimoquinto y último cronista mayor de Aragón entre 1705 y 1711.

## Vida
Nacido en una antigua familia de infanzones, tuvo una buena educación, destacando en su interés por la historia.
Siendo diputado de las Cortes de Aragón, en 1690 fue enviado en misión diplomática como encargado de negocios a Madrid, a la corte de Carlos II, para tratar con los consejos de Hacienda, de Aragón, de Castilla y de Estado. Parece que tuvo éxito en su desempeño.
Tras la muerte del cronista mayor de Aragón, José Lupercio Panzano, el 26 de enero de 1705, Samper solicitó el cargo que le fue concedido el 2 de mayo de 1705. Con la llegada de la nueva dinastía de los Borbones y los cambio políticos y administrativos introducidos por los decretos de Nueva Planta, el 23 de mayo de 1708 desapareció el cargo de cronista mayor de Aragón por decreto. Sin embargo, Samper, muy afecto a la nueva dinastía, pudo seguir haciendo las funciones de cronista por decreto de la Real Audiencia del 4 de julio de 1708:

Siendo mi voluntad se hagan las prevenciones convenientes para que queden en vuestro poder los papeles dicho oficio de coronista de dicho Reyno para continuar la Historia, haziéndose nuevo inventario de todos ellos, de que habéis de entregar recibo á la persona ó personas á quien tocare á dirección y según el Presidente y Chancillería de la mi ciudad de Zaragoza pareciere que combiene; y que asimismo con la propia formalidad depositéis en el Archivo donde tocare los papeles de secretario o del dicho Reyno, haziendo inventario de ellos y cobrando recibo de archivero, ó persona que tuviere este cargo, quedando suprimido este oficio por no ser ya necesario con la nueva planta que se ha dado.
Título de Cronista de Su Majestad á Don Pedro Miguel de Samper, que lo era del Reino de Aragón

En 1711 formaba parte de la Junta de Gobierno de Zaragoza, junto con importantes nombres como Antonio de Azlor, el marqués de Ariño, José Terrer de Valenzuela, José Virto de Vera y Gaspar Jiménez del Corral.
Poco después fallecería y con él desaparecía la institución del cronista mayor de Aragón.

## Obra
Prácticamente toda su obra ha desaparecido. Sus Anales manuscritos nunca fueron publicados y desaparecieron con el resto de su obra. La única obra que se conserva es su Obsequio festivo, un recuento de la visita de Felipe V y María Luisa de Saboya a Zaragoza en 1711, «auténtico panegírico de aclamación y celebración».
- Memorial a la ilustrísima Diputación del Reino de Aragón suplicando le hiciese merced de la plaza de Cronista del mismo Reino, Zaragoza, 1705 (ms.);
- Festivo obsequio del amor y obligación con que la ciudad de Zaragoza celebró en alegres aclamaciones la venida de Sus Majestades el Señor Don Felipe V y la Señora D.ª María Luisa Gabriela de Saboya, Zaragoza, Pascual Bueno, 1711;
- Tratado sobre la fidelidad del reino de Aragón (ms.);
- Descripción de la batalla que ganó el Rey D. Felipe V en Brihuega, (ms.);
- Relación de todos los sucesos que en el año de 1690 tuvieron sus comisiones en la Corte de Madrid, formada de orden del Ilustrísima Consistorio de la Diputación del Reino de Aragón, 1692 (ms.);
- Carta dirigida al Conde de Gerona, Presidente de la Real Chancillería, defendiendo en ella la antigüedad de los Reyes de Sobrarbe (ms.)